# گروه هیوارد
گروه هیوارد (انگلیسی: Havyard Group) شرکت کشتی‌سازی نروژی است، که در سال ۲۰۰۰ تأسیس شد.